# Regiane de Souza
Regiane Sarango de Souza (São Bernardo do Campo, 11 de maio de 1990) é uma canoísta brasileira. Integrou a delegação nacional que disputou os Jogos Pan-Americanos de 2011, em Guadalajara, no México. A atleta é afiliada a Associação Funcionários Públicos de São Bernardo (AFPMSBC).

## Melhore resultados
- Foi vice campeã no Campeonato Sul-americano de Canoagem Velocidade de 2011 realizado na cidade do Rio de Janeiro, categoria K4 200m Feminino Sênior.[3]

- Foi vice campeã, recebendo a medalha de prata no Campeonato Brasileiro de Canoagem Velocidade e Paracanoagem de 2015.[4]

- No ano de 2018, no Campeonato Brasileiro de Canoagem Velocidade e Paracanoagem realizado em Curitiba, participou da equipe vencedora das categorias K4 200m Feminino Sênior e K4 500m Feminino Sênior.[3]

- Em 2019 no Campeonato Brasileiro Interclubes de Canoagem Velocidade e Paracanoagem realizado em Brasília, nas categorias K4 200m Feminino Sênior e K4 500m Feminino Sênior, participou da equipe vencedora das provas.[3]